# IC 5261
IC 5261 est une galaxie spirale barrée située dans la constellation du Verseau. Cette galaxie a été découverte par l'astronome américain Lewis Swift en 1896. Sa vitesse par rapport au fond diffus cosmologique est de 2 908 ± 23 km/s, ce qui correspond à une distance de Hubble de 42,9 ± 3,0 Mpc (∼140 millions d'al). 
La classe de luminosité d'IC 5261 est III-IV et elle présente une large raie HI. Selon la base de données Simbad, IC 5261 est une galaxie à faible brillance de surface.
À ce jour, deux mesures non basées sur le décalage vers le rouge (redshift) donnent une distance de 54,950 ± 1,202 Mpc (∼179 millions d'al), ce qui est à légèrement à l'extérieur des valeurs de la distance de Hubble. Notons aussi que c'est avec la valeur moyenne des mesures indépendantes, lorsqu'elles existent, que la base de données NASA/IPAC calcule le diamètre d'une galaxie et qu'en conséquence le diamètre de IC 5261 pourrait être d'environ 27,1 kpc (∼88 400 al) si on utilisait la distance de Hubble pour le calculer.

## Groupe de NGC 7383
Selon A. M. Garcia, IC 5261 est membre du groupe de NGC 7377. Ce groupe de galaxies renferme au moins 10 membres. Les autres membres du groupe sont NGC 7359, NGC 7365, NGC 7377, NGC 7392, ESO 534-24, ESO 603.12, ESO 603-20, ESO 603-6 et ESO 603-8.